# Leucettidae
Leucettidae is een familie van sponsdieren uit de klasse van de Calcarea (kalksponzen).

## Geslachten
- Leucetta Haeckel, 1872
- Pericharax Poléjaeff, 1883